# Deaflympics d'hiver de 1949
Le Deaflympics d'hiver de 1949, officiellement appelés les 1er Deaflympics d'hiver, a lieu du 26 janvier 1949 au 30 janvier 1949 à Seefeld in Tirol. Pour la première fois, le Deaflympics d'hiver ouvre avec 33 athlètes hommes de 5 pays : l'Autriche, pays hôte, la Suisse, la Suède, la Finlande et la Tchécoslovaquie. Ils participent dans un seul sport (le ski) et deux disciplines qui regroupent un total de cinq épreuves officielles. L'équipe de Suisse a remporté le Deaflympics d'hiver de 1949.

## Organisation
Avant la Seconde Guerre mondiale, les Deaflympics d'été ont lieu à Stockholm en Suède pendant l'été de 1939. Durant la Seconde Guerre mondiale, le Comité International des Sports des Sourds (CISS) n'a pas organisé de congrès pour la désignation de la ville hôte de Deaflympics d'été pour plusieurs raisons liées à la guerre, la principale étant que les sourds furent considérés comme handicapés. Après 7 années d'absence, le Comité International des Sports des Sourds a enfin organisé le congrès à Paris en 1946. Il est alors décidé de créer les Deaflympics d'hiver la même année que pour la reprise des Deaflympics d'été, en 1949. La désignation de la ville hôte de Deaflympics d'été porte sur le choix de Copenhague au Danemark et la désignation de la ville hôte de Deaflympics d'hiver sur Seefeld in Tirol à l'Autriche.

## Sport

### Sports individuels
- Ski Combiné
- Ski Descente
- Ski de fond
- Ski slalom

### Sports en équipe
- Ski de fond Relais

## Pays participants
- Autriche
- Finlande
- Suède
- Suisse
- Tchécoslovaquie

## Compétition

### Tableau des médailles
- Pays organisateur (Autriche)

| Rang   | Nation          | Or | Argent | Bronze | Total |
| ------ | --------------- | -- | ------ | ------ | ----- |
| 1      | Suisse          | 3  | 0      | 1      | 4     |
| 2      | Finlande        | 1  | 2      | 0      | 3     |
| 3      | Suède           | 1  | 0      | 1      | 2     |
| 4      | Autriche        | 0  | 3      | 3      | 6     |
| 5      | Tchécoslovaquie | 0  | 0      | 0      | 0     |
| Total: | Total:          | 5  | 5      | 5      | 15    |